# Andrea Mantegna
Andrea Mantegna (italsky: [anˈdrɛːa manˈteɲɲa]; asi 1431 Isola di Carturo – 13. září 1506 Mantova) byl italský renesanční malíř, student římské archeologie a zeť Jacopa Belliniho.
Podobně jako jiní umělci té doby i on experimentoval s perspektivou, kupříkladu snížením horizontu za účelem vytvoření pocitu větší monumentality. Jeho pazourkové, kovové krajiny a poněkud kamenné postavy svědčí o zásadně sochařském přístupu k malbě. Vedl také dílnu, která byla před rokem 1500 předním výrobcem tisků v Benátkách.

## Život
Mantegna se narodil ve vesnici Isola di Carturo (blízko u Padovy) na severu Itálie v oblasti Benátsko, jako druhý syn tesaře Biagia. V jedenácti se stal žákem Francesca Squarciona, malíře z Padovy, který byl po smrti rodičů i jeho adoptivním otcem.  Squarcione ho nasměroval k obdivu antických vzorů, které byly posléze v Mantegnově tvorbě jasně patrné. Později však Mantegna vůči svému učiteli vznesl řadu obvinění, a to i u soudu. Chtěl se vyvázat z nevýhodné smlouvy a tvrdil, že za svou práci nedostával patřičnou odměnu.  Zlomem v jeho kariéře byl rok 1448, kdy jednak vytvořil oltář pro kostel sv. Sofie v Padově a zároveň získal zakázku, spolu s dalšími třemi malíři, vyzdobit malbou polovinu kaple Ovetari padovského kostela Eremitani. Práce na výzdobě trvala téměř 10 let. Během nich zemřeli dva umělci (Nicolas Pizzolo byl zavražděn v roce 1453), jeden odešel a Mantegna dokončil zakázku sám.  Jeho nástěnné malby s postavami světců (Jakub, Kryštof, Petr a Pavel) a Nanebevzetí byly mistrovskou ukázkou renesanční malby. Fresky bohužel takřka zničilo spojenecké bombardování na konci druhé světové války, dochovala se jedna z přípravných skic. 
Mantegnovo jméno se stávalo známé i za hranicemi Padovy. V roce 1454 se oženil s Nicolosií Belliniovou, dcerou benátského malíře Jacopa Belliniho a sestrou malířů Gentila a Giovanniho. Po svatbě, ovlivněn tchánem Jacopem Bellinim a Donatellem dokončil kolem roku 1459 obraz sv. Zena ve Veroně, jejž financoval opat kláštera a humanista Gregorio Correr.

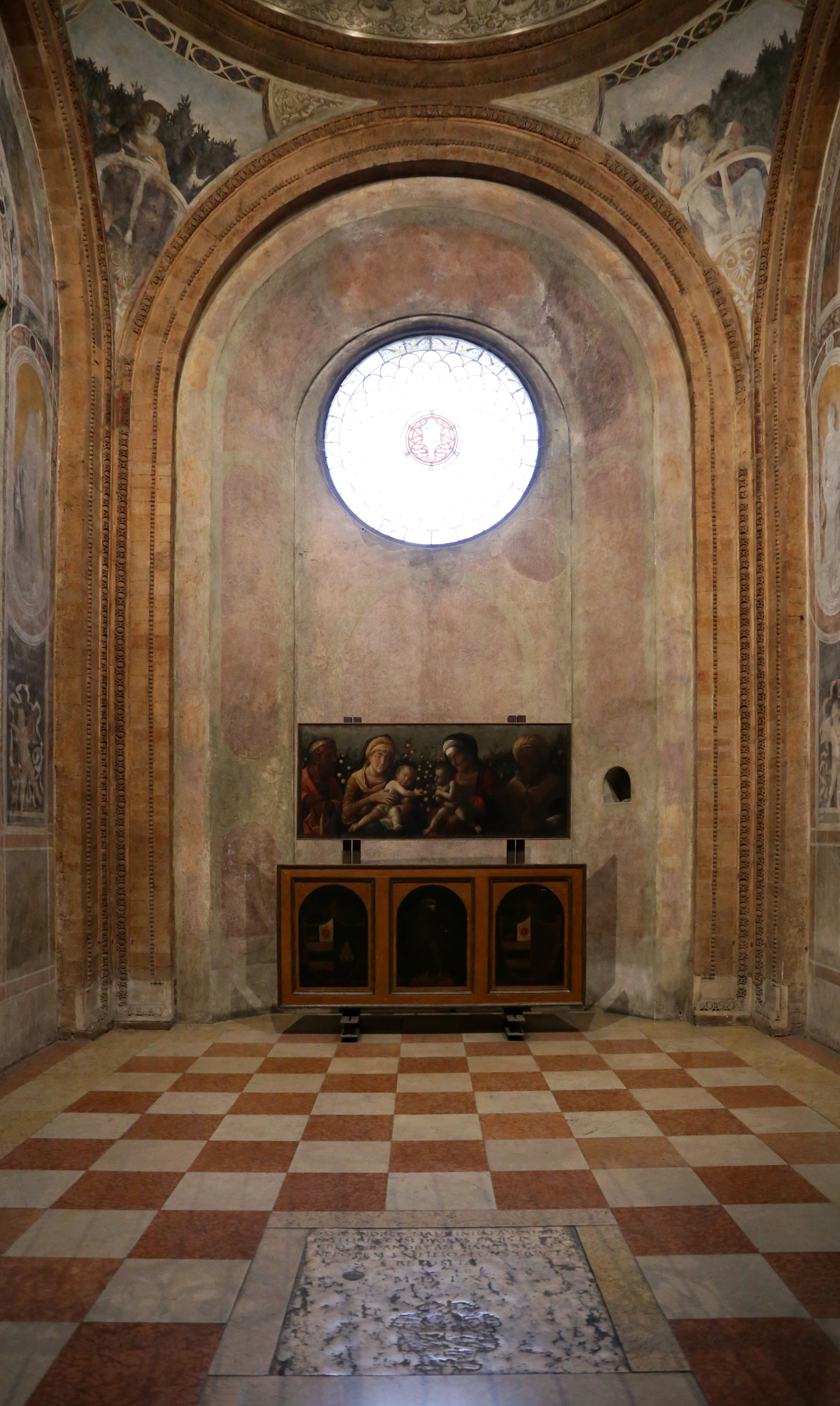
Pohřební kaple v kostele Sant Andrea

Od roku 1460 působil na dvoře vévody Ludovica III. Gonzagy v Mantově, jako dvorní malíř. Maloval portréty, výtvarně se podílel na slavnostech a inscenacích dvorského divadla a v neposlední řadě na výzdobě vévodských staveb, ze které se však mnoho nezachovalo vlivem pozdějších přestaveb. K jeho vrcholným dílům z tohoto období patří fresková výzdoba Svatební komnaty (Camera degli Sposi) v mantovském vévodském paláci. Vévoda podporoval Mantegnovu zálibu v antice, což mu umožnilo založit si sbírku antických bust. Nebránil mu také realizovat zakázky pro jiná města. V roce 1466 Mantegna prožil půl roku ve Florencii, o rok později navštívil Pisu. Roku 1469 vévoda povýšil Mantegnu do šlechtického stavu. Po vévodově smrti (1478) pracoval na zakázkách pro jeho syny a získal si přízeň nové vévodkyně Isabelly d'Este, velké milovnice umění. Postavil si velký dům v blízkosti kostela San Sebastiano a vyzdobil jej řadou fresek a obrazů. Přibližně v letech 1486–1492 vytvořil pro vévodský palác rozsáhlý cyklus devíti velkých pláten nazvaný Triumf Caesarův, který v 17. století zakoupil anglický král Karel I.  Podle přípravných kreseb bylo v Mantegnově dílně vytvořeno sedm rytin, které byly později reprodukovány po celé Evropě. 
Roku 1488 ho na čas povolal papež Inocenc VIII. do Říma. Zadal mu úkol freskami vyzdobit vatikánskou kapli Belvedere. Tyto fresky však roku 1780 nechal zničit papež Pius VI.
Po návratu do Mantovy stále tvořil i přes zhoršující se zdraví. Po smrti manželky, se kterou měl 6 dětí, se stal v pokročilém věku otcem nemanželského syna. V posledních letech začal mít existenční starosti, musel prodat i svou antickou sbírku.
Mantegna zemřel ve věku 75 let a jeho tělo bylo uloženo v hrobce v pohřební kapli v bazilice St. Andrea v Mantově. Na její výzdobě pracoval od roku 1504 sám se svým synem Francescem. Stropní fresku zhotovil podle Mantegnových kreseb mladý malíř Corregia.

## Dílo
Mantegna experimentoval s perspektivou, ve svých obrazech například často snižoval horizont s cílem vytvořit dojem větší monumentality. K prohloubení prostoru využíval složité kompozice s uplatněním architektonických prvků, vytvářejících optický klam. Kombinoval naturalismus s geometrickou perspektivou. Položil základy iluzionistické malby. Cílem jeho umění bylo ohromit diváka a dosáhnout dekorativní efekt.
Postavy na jeho obrazech připomínají sochy zhotovené z kamene. Záhyby oděvů s ostrými hranami, ostře kreslené postavy a kovově chladná barevnost jsou typickými příznaky Mantegnova raného stylu.  Obrazy prozrazují Mantegnovu zálibu v antice. V krajinách jsou často zobrazeny zříceniny antických staveb, oblečení postav připomíná starořímské období.
Věnoval se též, jako jeden z prvních umělců, mědirytectví. Autorství některých Mantegnových rytin je ovšem sporné, neboť je nepodepisoval.

### Významná díla
- Madona se spícím dítětem – cca 1454 – Staatliche Museen, Gemäldegalerie, Berlín
- Oltář sv. Zenona –- 1457–1460 – kostel sv. Zenona, Verona
- Sv. Šebastián  – cca 1455–1467 – Kunsthistorisches Museum, Vídeň
- Svatební komnata (Camera degli Sposi) – cca 1474 – Vévodský palác, Mantova – s portréty vévody a členů jeho rodiny. Strop malován freskou, stěny temperou.[1][4]
- Mrtvý Kristus (Oplakávání) – cca 1501 –- Pinacoteca di Brera, Milán
- Francesco Gonzaga – cca 1460 – Museo Capodimonte, Neapol
- Triumf Caesarův – 1486–1492 – Hampton Court, Anglie - cyklus devíti obrazů o rozměrech 2,66 × 2,78 metru
- Madonna della Vittoria – asi 1495 – Louvre, Paříž – k příležitosti bitvy u Fornova (6. července 1495)

## Galerie

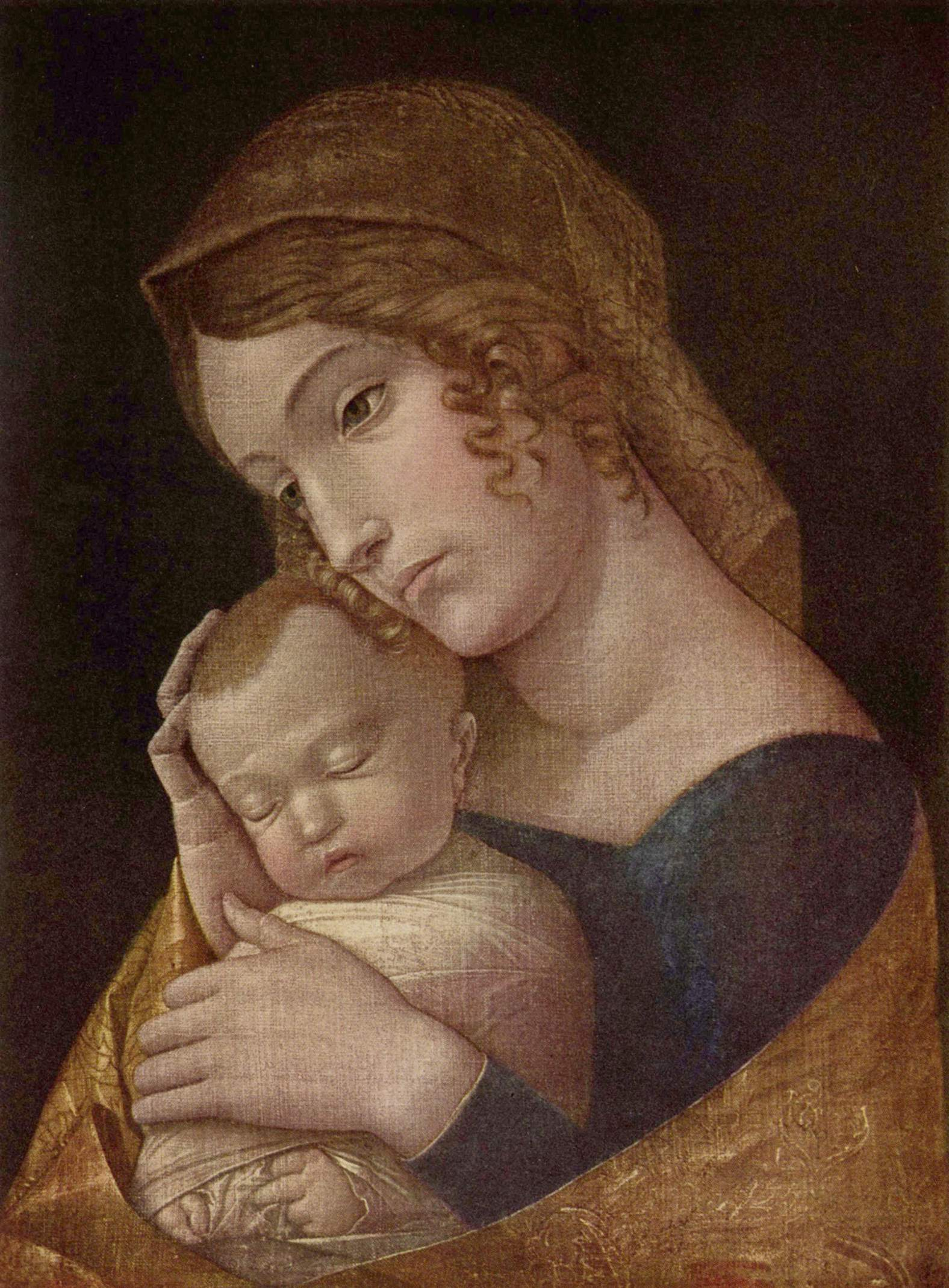
Madona se spícím dítětem (tempera na plátně)
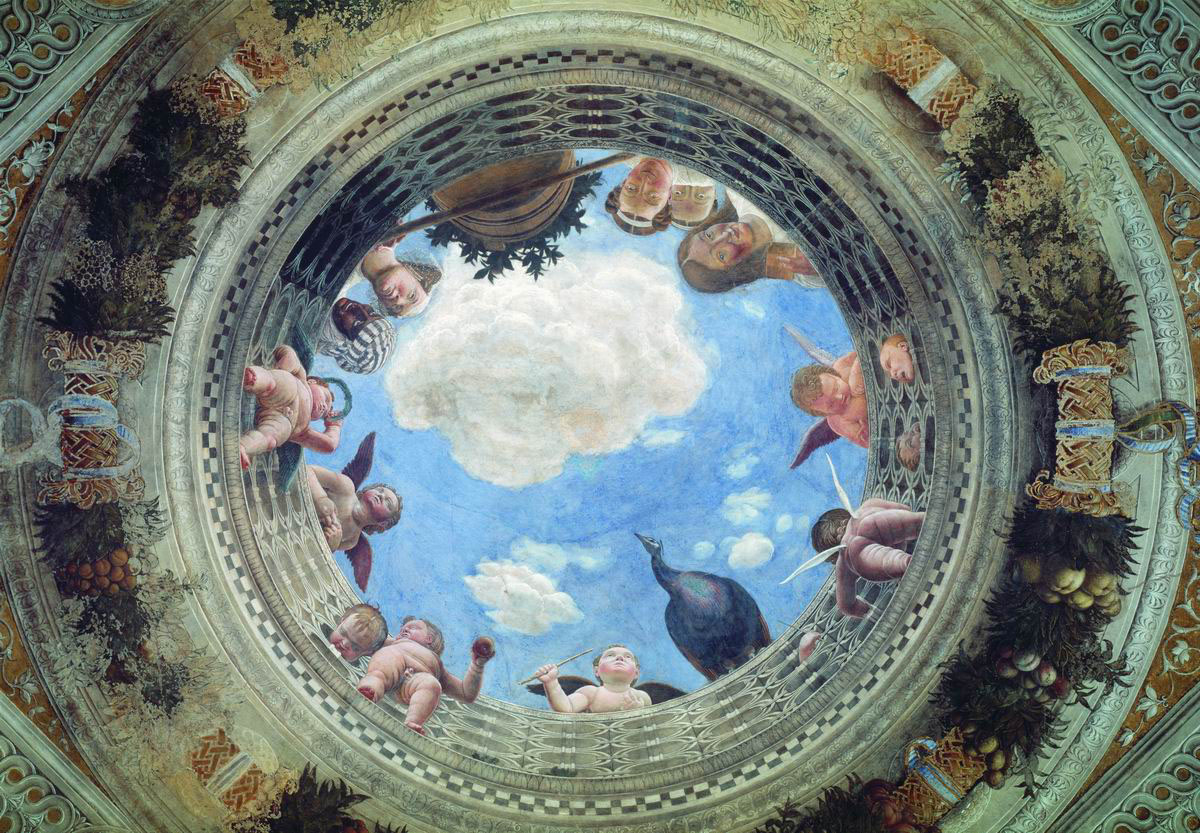
Svatební komnata (freska na stropě)
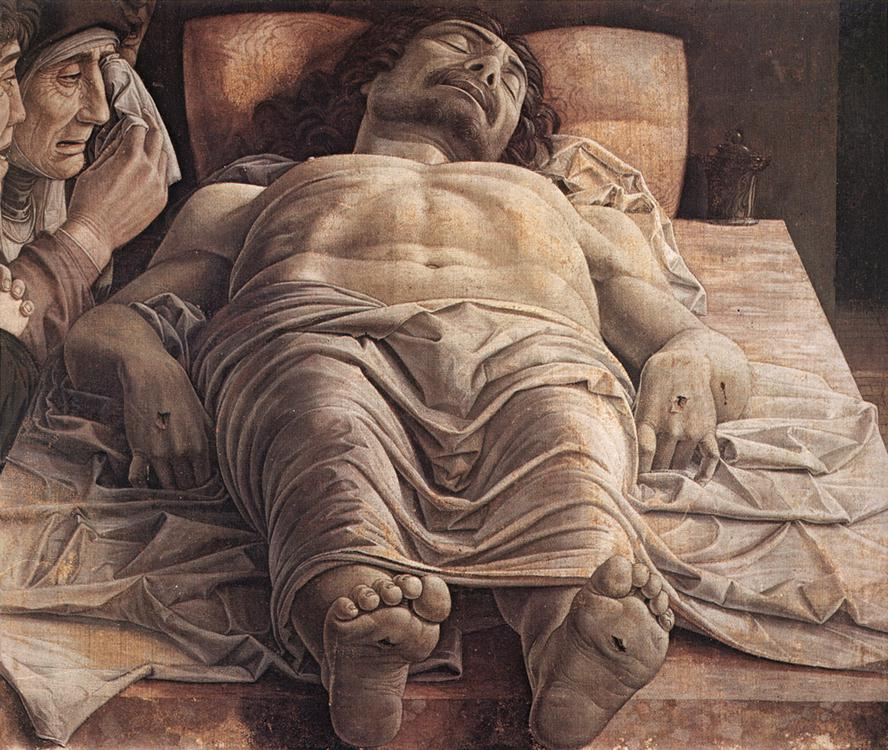
Mrtvý Kristus (tempera na plátně)
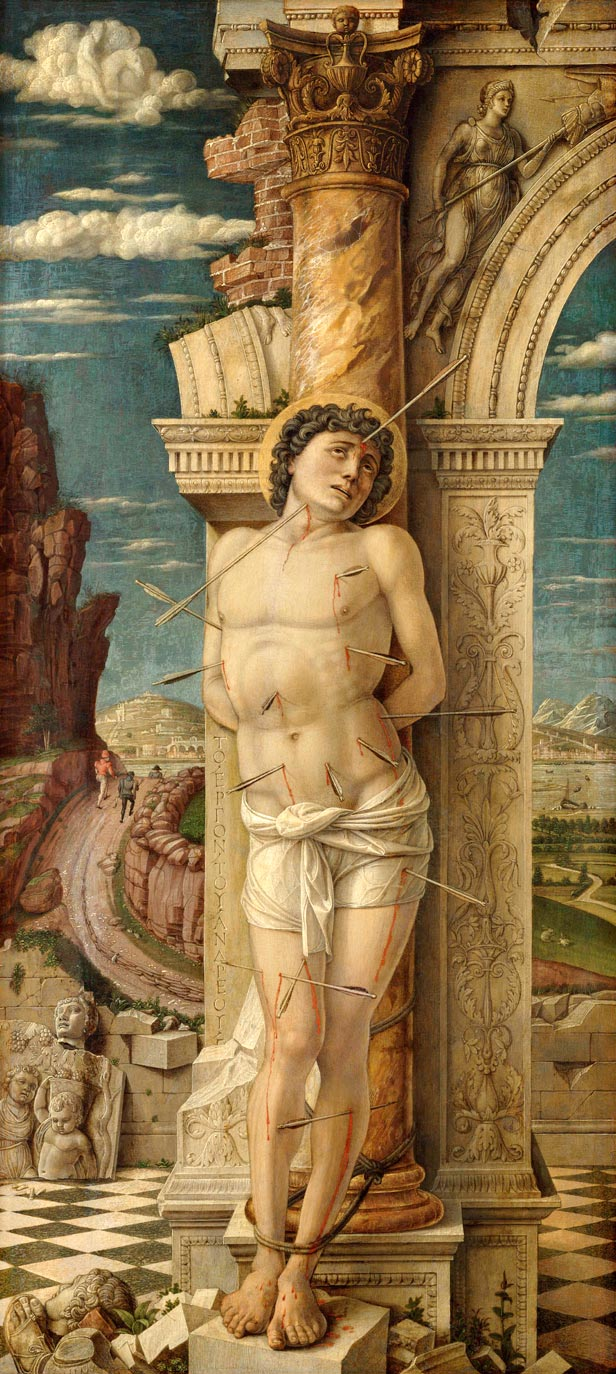
Svatý Šebestián
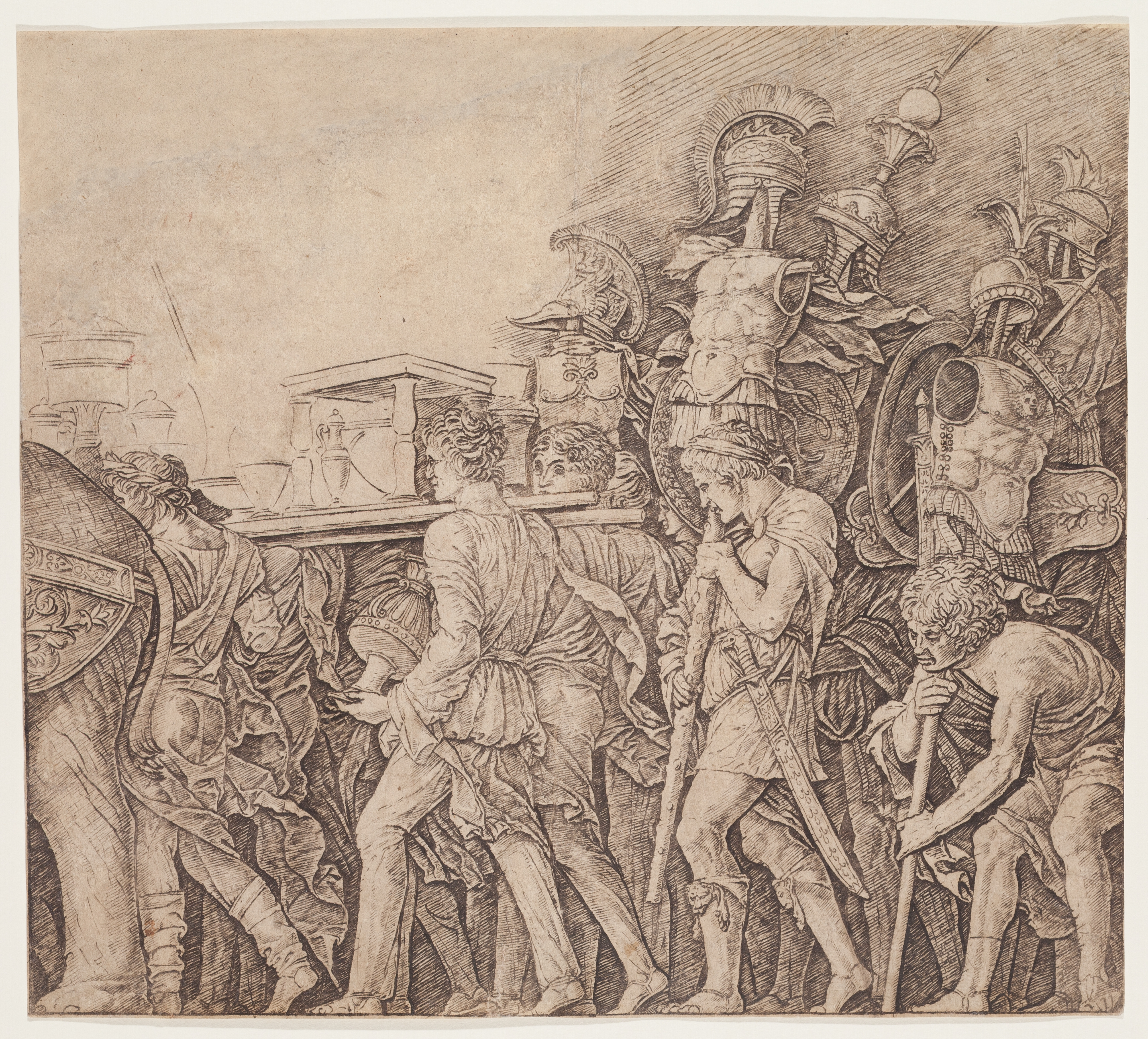
Římští vojáci nesou válečné trofeje (mědiryt podle cyklu Caesarův triumf)
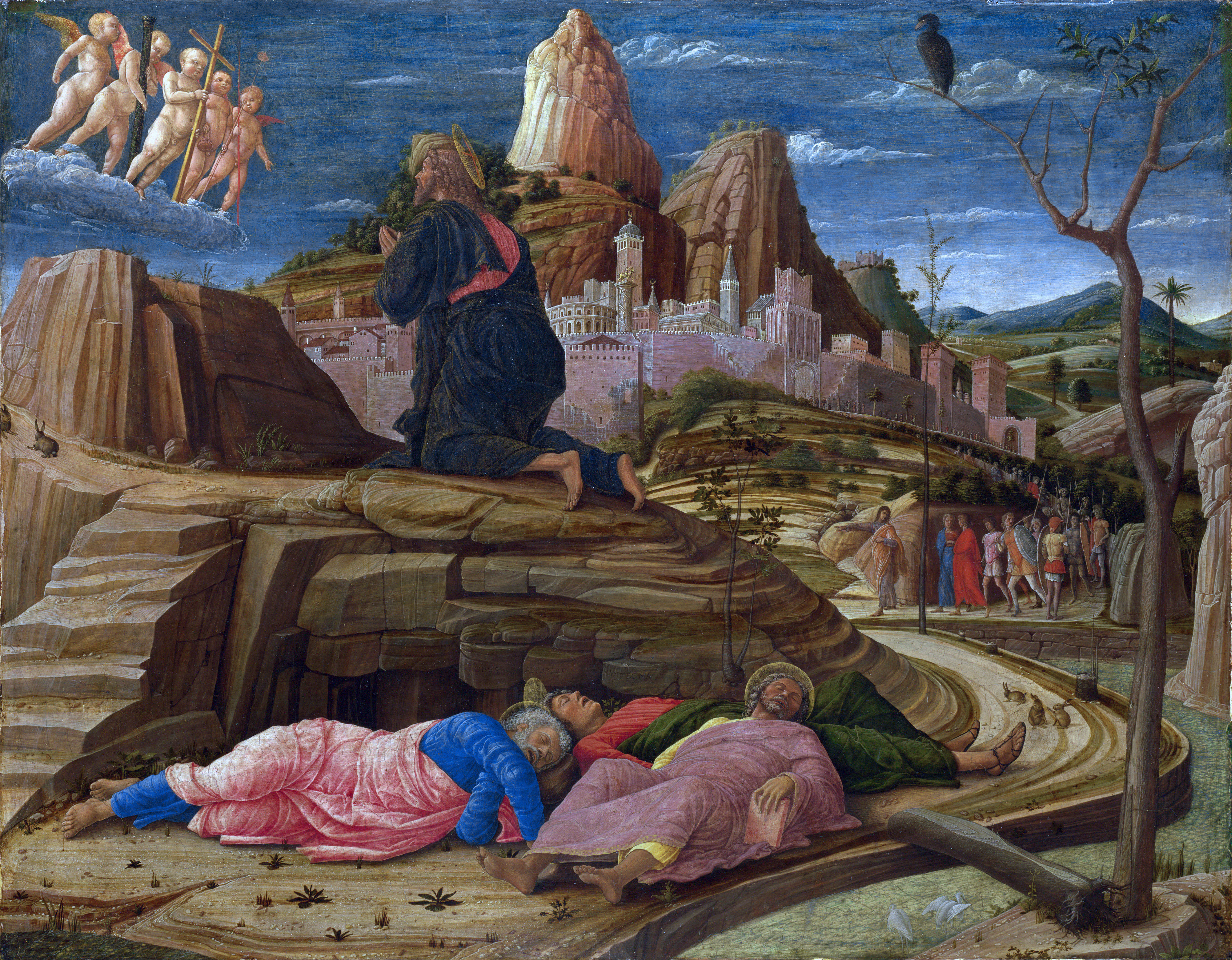
Utrpení v zahradě (tempera na desce)
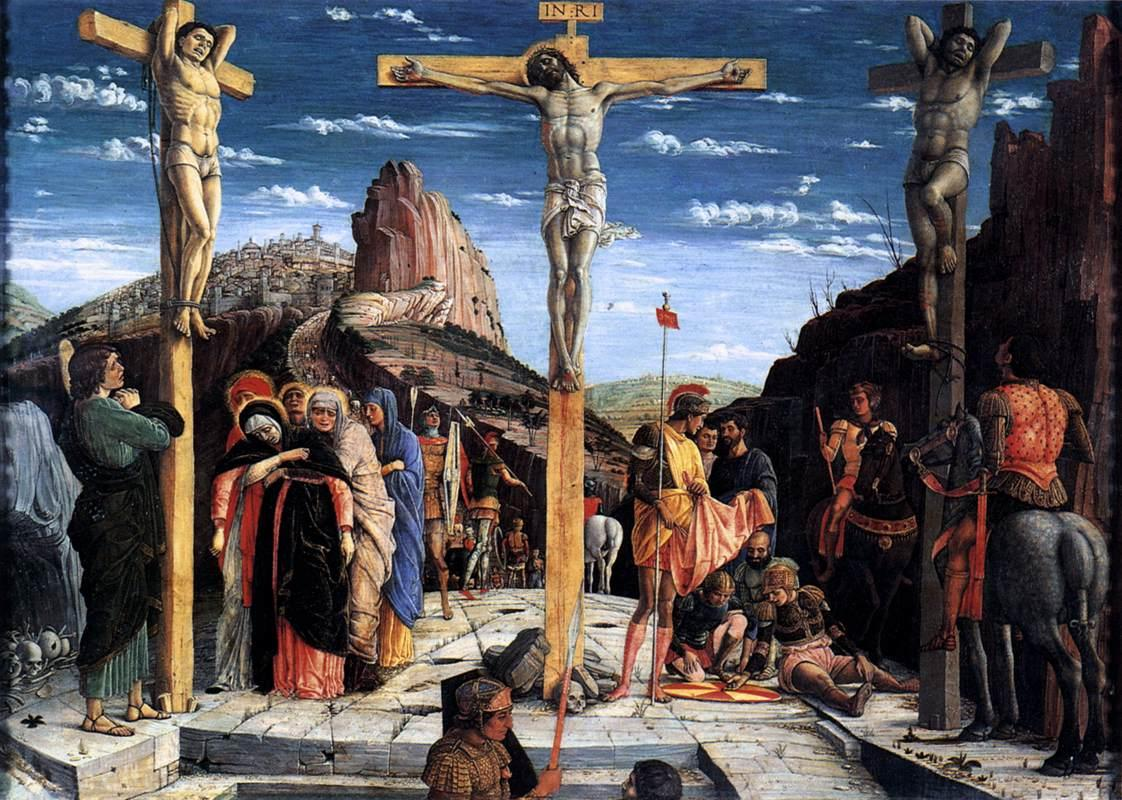
Ukřižování (tempera na desce)
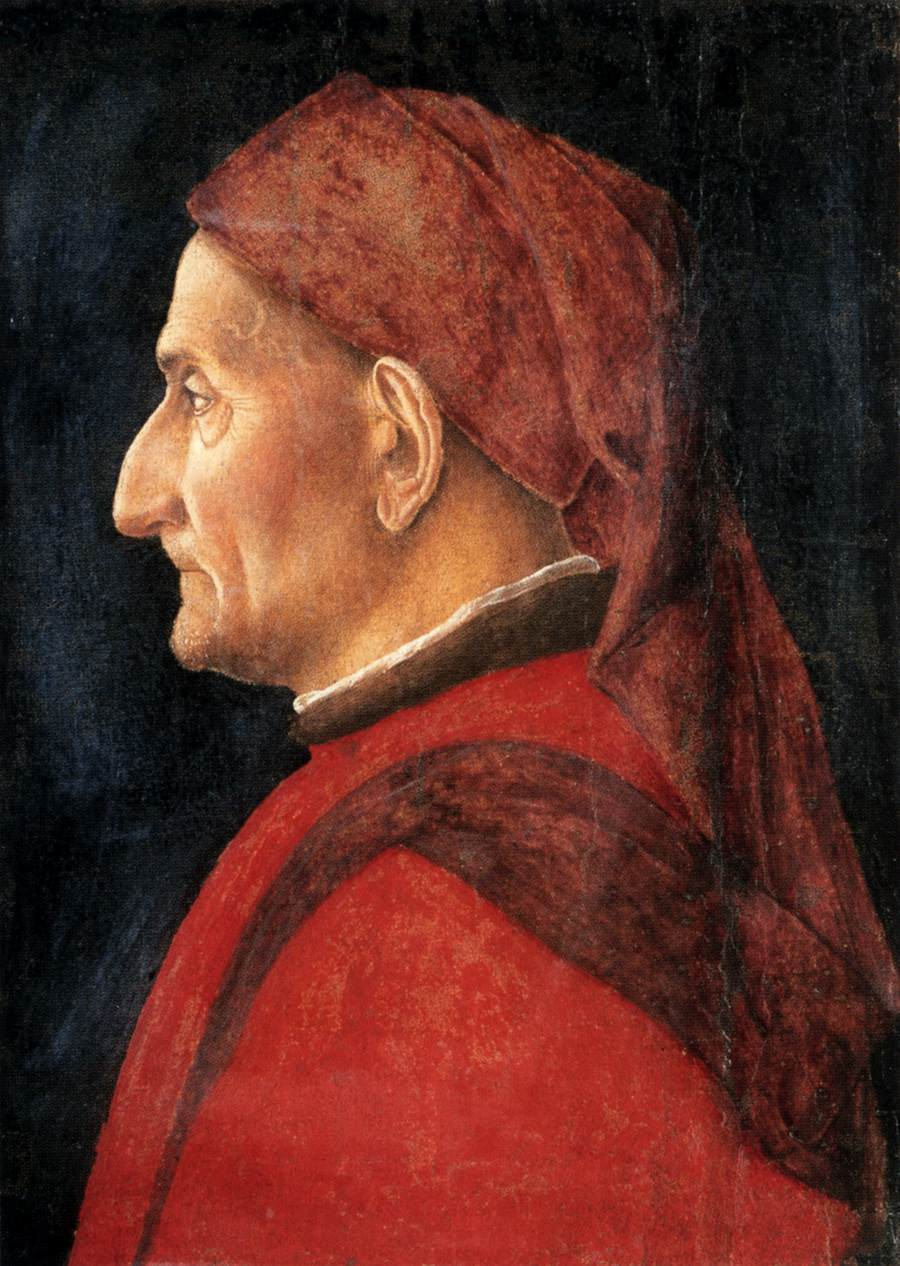
Portrét muže (tempera na desce)
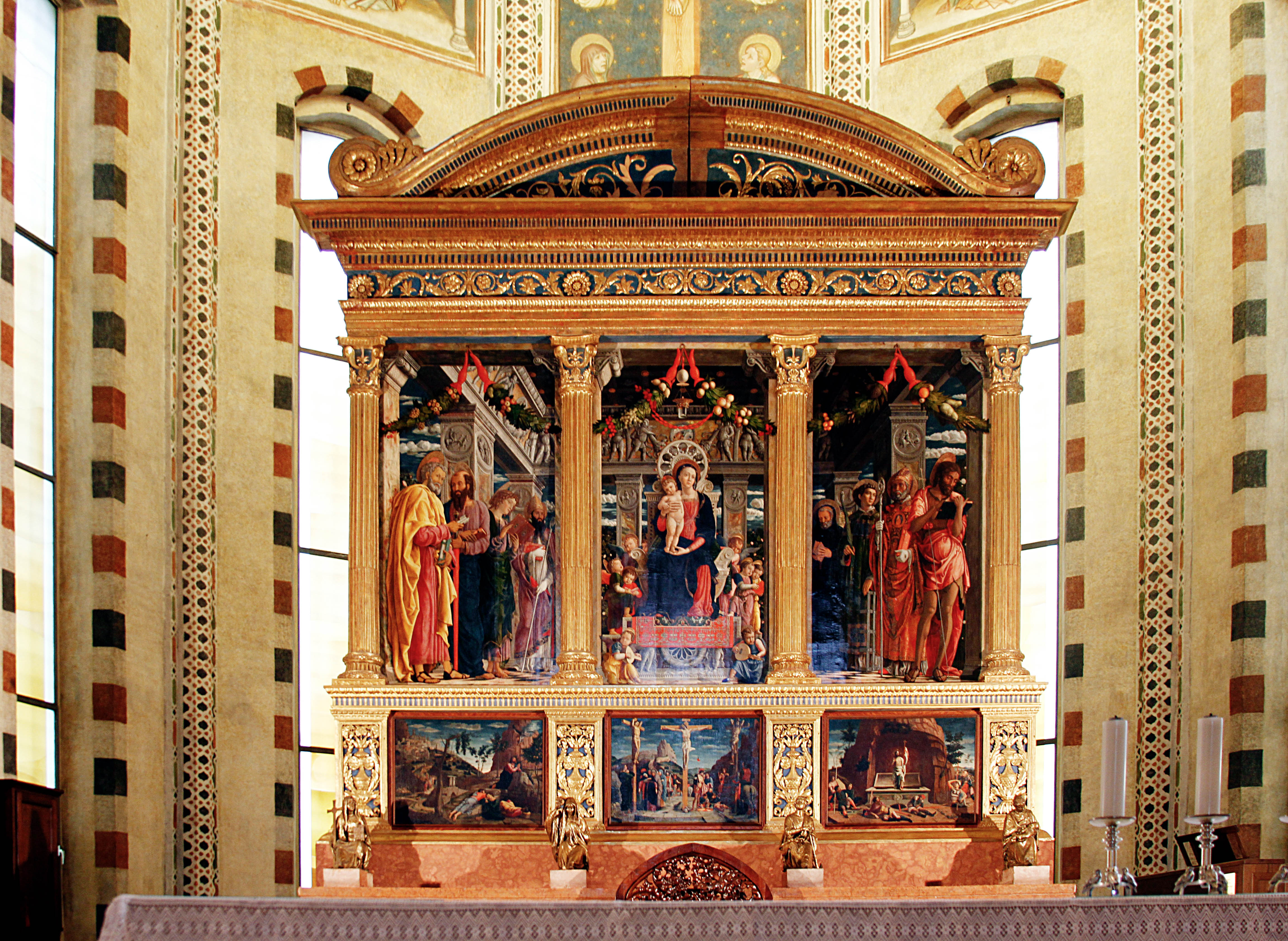
Oltář v kostele San Zeno Maggiore
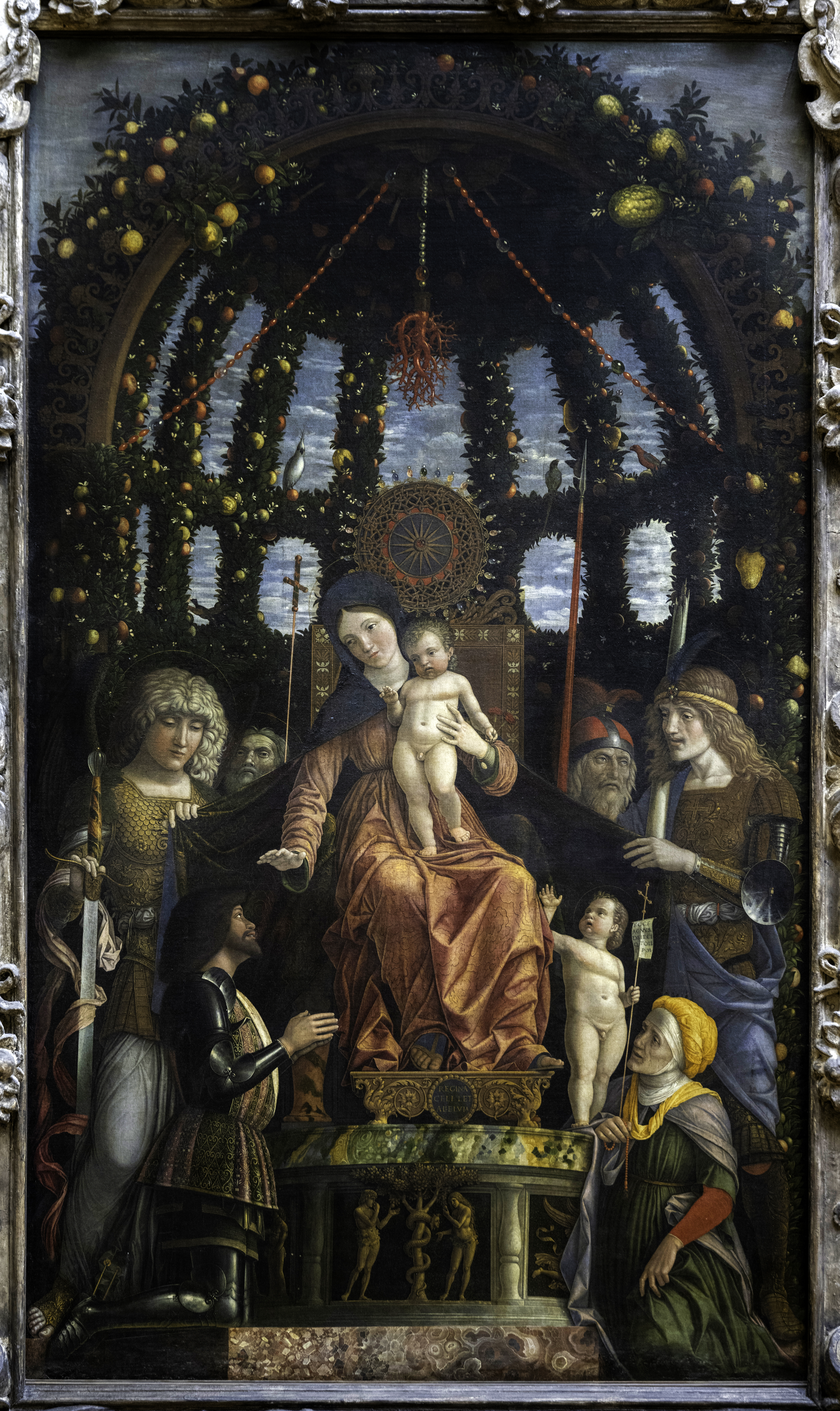
Madonna della Vittoria